# Edward Francis Blewitt
Edward Francis Blewitt (Nueva Orleans, 2 de enero de 1859 - 26 de mayo de 1926) fue un ingeniero civil, hombre de negocios y político estadounidense que se desempeñó como miembro demócrata del Senado del estado de Pensilvania para el distrito 22 de 1907 a 1910. Fue uno de los bisabuelos maternos del presidente de los Estados Unidos Joe Biden.

## Biografía
Nació en Nueva Orleans, Luisiana, era hijo de Patrick y Catherine (Scanlon) Blewitt, quienes habían emigrado desde la localidad irlandesa de Ballina. Blewitt asistió a Lafayette College, electo como presidente de la clase y obtuvo una licenciatura en ingeniería civil en 1879.

### Trayectoria
Trabajó como ingeniero en las operaciones mineras de Lehigh Valley, Pensilvana. Trabajó como ingeniero municipal de Scranton, Pensilvania, y como ingeniero jefe del sistema de alcantarillado y agua de Guadalajara, México, de 1883 a 1893. También se desempeñó como ingeniero estatal del estado de Jalisco de 1900 a 1901.
En 1883, Blewitt fue elegido para un período como controlador escolar. En 1906, fue elegido miembro del Senado de Pensilvania para el distrito 22 de 1907 a 1910. Además fue el primer católico irlandés en servir en la Asamblea General de Pensilvania.
En 1903, fundó Edward F. Gold Mining Company, una operación minera de plata y oro en Montana.
También fue el cofundador de los Hijos Amigos de San Patricio en Scranton en 1908 y fue miembro de la Orden Benevolente y Protectora de los Alces.

## Vida personal
Se casó con Mary Ellen Stanton en 1879, y tuvieron cuatro hijos: Gertrude, Patrick, Arthur y Geraldine. De este matrimonio (a través de su hija Geraldine), Blewitt es el bisabuelo materno de Joe Biden, presidente electo de los Estados Unidos. Mary Ellen Stanton murió en 1887 y Blewitt se volvió a casar con Mary Ann Blackwell en 1891.

### Fallecimiento
Murió el 26 de mayo de 1926 y fue enterrado en el cementerio de St. Catherine en Moscú, Pensilvania.